# Spruce Woods Provincial Park
Spruce Woods Provincial Park – park krajobrazowy, położony w południowej części prowincji Manitoba w Kanadzie. Park słynie z wydm piaskowych. Przecina go rzeka Assiniboine. Park został założony w 1970 roku.
Na terenie parku znajduje się jedna pustynia w Kanadzie, nazywana Carberry sandhills lub także Spirit Sands. Teren nie jest prawdziwą pustynią, a jedynie pozostałością piaszczystej delty rzeki Assiniboine, od czasu, gdy zmieniła ona bieg.